# Татары (Ленинское городское поселение)
Татары — деревня в Шабалинском районе Кировской области. Входит в состав Ленинского городского поселения.

## География
Расположена на расстоянии примерно 9 км по прямой на восток-юго-восток от райцентра посёлка Ленинское.

## История
Известна с 1802 года как починок Стрелецкой с 6 дворами, в 1873 году дворов 27 и жителей 257 (появляется второе название Татары — Гаряевы), в 1905 (Стрелецкий 1-й или Татары) 30 и 390, в 1926 (деревня Большие Татары или Стрелецкий 1-й), в 1950 (Татары) 30 и 98, в 1989 37 жителей.

## Население
Постоянное население составляло 20 человек (русские 95 %) в 2002 году, 12 — в 2010.